# Ali Farokhmanesh
Ali Fredrick Farokhmanesh (Pullman, 16 april 1988) is een voormalig Amerikaans professioneel basketballer.

## Carrière
Farohkmanesh kwam gedurende zijn collegeperiode uit voor Northern Iowa, waar hij gemiddeld 9,7 punten per wedstrijd scoorde. Hij werd daar vooral bekend vanwege een driepunter waarmee hij favoriet Kansas uitschakelde tijdens March Madness.
De afgelopen twee seizoenen speelde hij voor het Zwitserse Massagno Basket en WBC Wels in Oostenrijk, waar hij ploeggenoot was van David Gonzalvez. In Oostenrijk was Farohkmanesh goed voor gemiddeld 13,7 punten, 3,5 rebounds en 3,9 assists per wedstrijd.
Op 14 augustus 2013 tekende hij een eenjarig contract bij SPM Shoeters Den Bosch in de Dutch Basketball League. Hij werd gekozen tot DBL Sixth Man of the Year en bereikte de Finale van de Play-offs met Shoeters. 
In 2014 stopte Farokhmanesh als speler, waarna hij in de Verenigde Staten assistent-coach werd van Nebraska Cornhuskers.

## Erelijst
Nederland
- Supercup (2013)
- DBL Sixth Man of the Year (2014)